# Saiwai
Saiwai (jap. 幸区 Saiwai-ku) – jedna z 7 dzielnic Kawasaki, miasta w prefekturze Kanagawa, w Japonii.
Dzielnica została założona 1 kwietnia 1972 roku. Położona jest w środkowo=wschodniej części miasta. Graniczy z dzielnicami Nakahara, Kawasaki, Ōta, Kōhoku i Tsurumi. Na terenie dzielnicy znajdują się uczelnia Kawasaki City College of Nursing i kampus Uniwersytetu Keiō.

## Lokalne atrakcje
- Muza Kawasaki Symphony Hall
- Lazona Kawasaki Plaza